# 那波麿於
那波麿於，日本漫畫家。主要在《The Dessert》（講談社）活動。
代表作《三次元女友》於2018年電視動畫化、真人電影化。

## 作品列表
全由講談社發行。東立出版社代理用粗體字表示。

### 連載
- （《The Dessert》2004年9、12月號、2005年2月號、《Dessert Special All新作》2005年、《Dessert》2005年5月號、8月號）
- Hello Good-bye（《Dessert》2007年5月號－2008年2月號）
- Half and Half（《Dessert》2008年7月號－2009年5月號）
- 公主媽媽！（《Dessert》2009年10月號[3]－2010年10月號）
- 三次元女友（《Dessert》2011年9月號[4]－2016年7月號[5]）
  - 三次元女友 番外篇（《Dessert》2018年5月號[6]）
- （《Nakayoshi》2020年2月號[7]－2021年4月號）

### 短篇
- 女孩子ABX
- 各位，哪位是小惡魔
- 內褲與眼鏡
- Lover's Son
- 我們結婚吧
- 第二位女友
- （《Dessert BABY Spring》2008年）
- 格差戀愛行進曲（《Dessert》2008年5月號）

## 漫畫情報
全由講談社刊載。
- （2005年，全2冊）
  1. 2005年2月10日發行 ISBN 978-4-06-365310-6
  2. 2005年10月13日發行 ISBN 978-4-06-365348-9
- 女孩子ABX（2006年6月13日發行 ISBN 978-4-06-365388-5）
  - 包含收錄「各位，哪位是小惡魔」「內褲與眼鏡」。
- （2006年12月13日發行 ISBN 978-4-06-365429-5）
  - 包含收錄「Lover's Son」「我們結婚吧」「第二位女友」。
- Hello Good-bye（2007年－2008年，全2冊）
  1. 2007年8月10日發行 ISBN 978-4-06-365463-9
  2. 2008年2月13日發行 ISBN 978-4-06-365487-5
- Half and Half（2008年－2009年，全2冊）
  1. 2008年10月10日發行 ISBN 978-4-06-365527-8（包含收錄）
  2. 2009年5月13日發行 ISBN 978-4-06-365553-7
- 公主媽媽！（2009年－2010年，全3冊）
  1. 2009年12月11日發行 ISBN 978-4-06-365580-3
  2. 2010年5月13日發行 ISBN 978-4-06-365603-9
  3. 2010年10月13日發行 ISBN 978-4-06-365625-1（包含收錄「格差戀愛行進曲」併録）
- 三次元女友（2011年－2016年，全12冊／新裝版全12冊）
  - 同項目參照。
  - 第3冊包含收錄番外篇「spring fever」。
- （2020年－2021年，全3冊）
  1. 2020年5月13日發行[8] ISBN 978-4-06-519407-2
  2. 2020年11月13日發行 ISBN 978-4-06-521426-8
  3. 2021年4月13日發行 ISBN 978-4-06-522873-9

### 選集
- （2003年10月10日發行 ISBN 978-4-06-365241-3）
- （2007年8月10日發行 ISBN 978-4-06-365467-7）
  - 包含收錄「內褲與眼鏡」。
- （2008年8月11日發行 ISBN 978-4-06-365514-8）
- ―極上本！WHITE―（2008年8月11日發行 ISBN 978-4-06-365519-3）
  - 包含收錄「格差戀愛行進曲」。
- （2008年11月13日發行 ISBN 978-4-06-365532-2）
  - 包含收錄「第二位女友」。
- （2009年7月13日發行 ISBN 978-4-06-365563-6）
- （2010年4月13日發行 ISBN 978-4-06-365601-5）
  - 包含收錄「Lover's Son」。

## 撰稿
- 不會忘記，3.11 震災復興應援插圖留言2012（2012年3月[9]）－插圖。
- 西日本豪雨復興應援藝術展（2019年1月[10]）－插圖。

## 外部連結
- （日語）－那波麿於的官方個人部落格。
- 那波麿於的X（前Twitter） （日語）
- 真人電影《三次元女友》公式官網 （日語）